# Krivodol (miasto Trilj)
Krivodol – wieś w Chorwacji, w żupanii splicko-dalmatyńskiej, w mieście Trilj. W 2011 roku liczyła 2 mieszkańców.